# Лучший тренер Суперкубка Единой лиги ВТБ
Лучший тренер Суперкубка Единой лиги ВТБ — награда лучшему тренеру Суперкубка Единой лиги ВТБ по итогам предсезонного турнира. Она присуждается ежегодно с Суперкубка Единой лиги ВТБ 2021 года. С момента учреждения награды титул присуждался 3 разным тренерам. Текущий обладатель титула — Андреас Пистиолис.

## Список победителей
| Турнир | Игрок             | Команда | Ссылка |
| ------ | ----------------- | ------- | ------ |
| 2021   | Димитрис Итудис   | ЦСКА    | [ 1 ]  |
| 2022   | Хавьер Паскуаль   | Зенит   | [ 2 ]  |
| 2023   | Хавьер Паскуаль   | Зенит   | [ 3 ]  |
| 2024   | Андреас Пистиолис | ЦСКА    | [ 4 ]  |